# Lista de géneros de Lamiaceae
Esta é uma lista de géneros da família Lamiaceae.
Existem notáveis divergências, segundo as fontes, sobre a validade de alguns dos géneros da família. Esta lista segue aquela que foi publicada pelo APG na sua mais recente versão (Setembro de 2013).
A negrito, os géneros com mais espécies (com o número entre parêntesis).
- Acanthomintha
- Achyrospermum
- Acinos
- Acrocephalus
- Acrotome
- Acrymia
- Adelosa
- Aegiphila
- Aeollanthus
- Agastache
- Ajuga
- Ajugoides
- Alajja
- Alvesia
- Amasonia
- Amethystea
- Anisochilus
- Anisomeles
- Archboldia
- Ascocarydion
- Asterohyptis
- Ballota
- Basilicum
- Becium
- Benguellia
- Blephilia
- Bostrychanthera
- Bovonia
- Brazoria
- Burnatastrum
- Bystropogon
- Calamintha
- Calchas
- Callicarpa
- Capitanopsis
- Capitanya
- Caryopteris
- Catoferia
- Cedronella
- Ceratanthus
- Chaiturus
- Chamaesphacos
- Chaunostoma
- Ceratanthus
- Chelonopsis
- Chloanthes
- Cleonia
- Clerodendrum (150)
- Clinopodium
- Colebrookea (100)
- Coleus
- Collinsonia
- Colquhounia
- Comanthosphace
- Congea
- Conradina
- Coridothymus
- Cornutia
- Craniotome
- Cuminia
- Cunila
- Cyanostegia
- Cyclotrichium
- Cymaria
- Dauphinea
- Dicerandra
- Dicrastylis
- Dorystaechas
- Dracocephalum
- Drepanocaryum
- Elsholtzia
- Endostemon
- Englerastrum
- Eremostachys
- Eriope
- Eriophyton
- Eriopidion
- Eriothymus
- Erythrochlamys
- Euhesperida
- Eurysolen
- Faradaya
- Fuerstia
- Galeopsis
- Gardoquia
- Garrettia
- Geniosporum
- Germanea
- Glechoma
- Glechon
- Glossocarya
- Gmelina
- Gomphostemma
- Gontscharovia
- Hanceola
- Haplostachys
- Haumaniastrum
- Hedeoma
- Hemiandra
- Hemigenia
- Hemiphora
- Hemizygia
- Hesperozygis
- Heterolamium
- Hoehnea
- Holmskioldia
- Holocheila
- Holostylon
- Horminum
- Hosea
- Hoslundia
- Huxleya
- Hymenocrater
- Hymenopyramis
- Hypenia
- Hypogomphia
- Hyptidendron
- Hyptis	(280)
- Hyssopus
- Iboza
- Isodictyophorus
- Isodon (100)
- Isoleucas
- Karomia
- Keiskea
- Kudrjaschevia
- Kurzamra
- Lachnostachys
- Lagochilus
- Lallemantia
- Lamium
- Lavandula
- Leocus
- Leonotis
- Leonurus
- Lepechinia
- Leucas (100)
- Leucosceptrum
- Limniboza
- Lophanthus
- Loxocalyx
- Lycopus
- Macbridea
- Madlabium
- Mallophora
- Marmoritis
- Marrubium
- Marsypianthes
- Meehania
- Melissa
- Melittis
- Mentha
- Meriandra
- Mesona
- Metastachydium
- Microcorys
- Micromeria
- Microtoena
- Minthostachys
- Moluccella
- Monarda
- Monardella
- Monochilus
- Mosla
- Neoeplingia
- Neohyptis
- Neomuelle
- Neorapinia
- Nepeta	(200)
- Newcastelia
- Nosema
- Notochaete
- Ocimum
- Octomeron
- Ombrocharis
- Oncinocalyx
- Origanum
- Orthosiphon
- Otostegia
- Oxera
- Panzerina
- Paralamium
- Paraphlomis
- Paravitex
- Peltodon
- Pentapleura
- Perilla
- Perillula
- Peronema
- Perovskia
- Perrierastrum
- Petitia
- Petraeovitex
- Phlomidoschema
- Phlomis
- Phlomoides (150)
- Phyllostegia
- Physopsis
- Physostegia
- Piloblephis
- Pitardia
- Pityrodia
- Platostoma
- Plectranthus (300)
- Pogogyne
- Pogostemon
- Poliomintha
- Prasium
- Premna
- Prostanthera (100)
- Prunella
- Pseuderemostachys
- Pseudocarpidium
- Pseudomarrubium
- Puntia
- Pycnanthemum
- Pycnostachys
- Rabdosiella
- Renschia
- Rhabdocaulon
- Rhaphiodon
- Rhododon
- Rosmarinus
- Rostrinucula
- Roylea
- Rubiteucris
- Sabaudia
- Saccocalyx
- Salvia (900)
- Satureja
- Schizonepeta
- Schnabelia
- Scutellaria (360)
- Sideritis (140)
- Solenostemon
- Spartothamnella
- Sphenodesme
- Stachydeoma
- Stachyopsis
- Stachys (300)
- Stenogyne
- Sulaimania
- Suzukia
- Symphorema
- Symphostemon
- Synandra
- Syncolostemon
- Tectona
- Teijsmanniodendron
- Tetraclea
- Tetradenia
- Teucridium
- Teucrium (250)
- Thorncroftia
- Thuspeinanta
- Thymbra
- Thymus (220)
- Tinnea
- Trichostema
- Tsoongia
- Vitex (250)
- Viticipremna
- Wenchengia
- Westringia
- Wiedemannia
- Wrixonia
- Zataria
- Zhumeria
- Ziziphora[1]